# San Venanzo
San Venanzo település Olaszországban, Terni megyében. Lakosainak száma 2177 fő (2023. január 1.). San Venanzo Ficulle, Fratta Todina, Marsciano, Monte Castello di Vibio, Montegabbione, Orvieto, Parrano, Piegaro és Todi községekkel határos.

## Népesség
A település népessége az elmúlt években az alábbi módon változott:
| Lakosok száma | 2217 | 2192 | 2177 |
|               | 2017 | 2018 | 2023 |